# Star Wars Eclipse
Star Wars Eclipse est un futur jeu vidéo développé par Quantic Dream et édité par Lucasfilm Games.

## Développement
Star Wars Eclipse est annoncé durant l'événement The Game Awards 2021 avec une première bande-annonce en cinématique. On y apprend que le jeu est au début de son développement et qu'il se déroulera durant l'ère de La Haute République. 
Le jeu est développé par les deux branches de Quantic Dream à Paris et à Montréal.

## Musique
Quantic Dream a fait appel à Nima Fakhrara pour composer la bande-son de Star Wars Eclipse. Il avait auparavant composé pour le studio la bande-son de Connor, dans Detroit: Become Human,.

## Controverses
De nombreux fans ont lancé une campagne à l'encontre de Quantic Dream et Lucasfilm Games, appelant à l'arrêt du projet, à la suite d'articles de plusieurs médias accusant Quantic Dream d'avoir une culture de studio toxique favorisant le racisme, le sexisme et l'homophobie. 